# IC 417
IC 417, nota talvolta come Nebulosa Ragno, è una grande nebulosa a emissione visibile nella costellazione dell'Auriga; ad essa è legata l'ammasso aperto Stock 8 ed è sede di importanti processi di formazione stellare.

## Osservazione

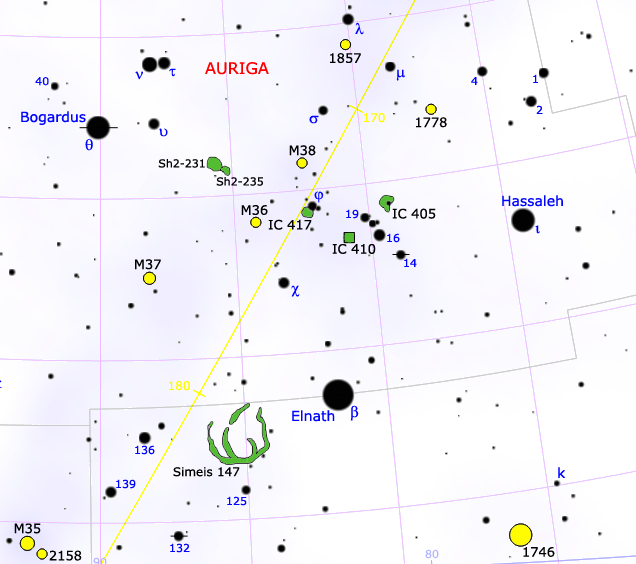
Mappa della regione centromeridionale dell'Auriga.

IC 417 si individua nella parte centromeridionale della costellazione, in una regione molto ricca di campi stellari e nebulose a metà strada fra le stelle ι Aurigae e θ Aurigae; nelle sue immediate vicinanze si osserva la stella φ Aurigae, che con la sua magnitudine 5,08 rappresenta un valido riferimento. Attraverso uno strumento ottico è possibile distinguere l'ammasso aperto centrale, che è formato da alcune decine di stelle fino alla magnitudine 12 disposte in allineamenti e concatenazioni e dominate verso sud da due stelle di magnitudine 9. Il contorno nebuloso invece resta invisibile ai telescopi di diametro più diffuso e può essere rivelato dalle fotografie a lunga esposizione.
Il periodo più indicato per la sua osservazione nel cielo serale ricade fra i mesi di ottobre e marzo ed è notevolmente facilitata per osservatori posti nelle regioni dell'emisfero boreale terrestre; alle latitudini più settentrionali si presenta circumpolare, mentre da aree come l'estremità meridionale del Sudamerica non può essere praticamente mai osservata.

## Inquadramento generale
Nella costellazione dell'Auriga sono state tradizionalmente individuate due grandi associazioni OB, allineate una dietro l'altra. La prima è indicata con la sigla Auriga OB1; inizialmente sono state indicate dodici stelle delle classi spettrali O e B come membri effettivi dell'associazione, cui si aggiungono tre supergiganti rosse al termine del loro ciclo vitale. La distanza suggerita era di circa 1750 parsec e veniva quindi collocata sul Braccio di Perseo. La seconda associazione è indicata come Auriga OB2 e ad essa venivano associate otto stelle di classe O e B in massima parte sulla sequenza principale; la sua distanza era indicata ad almeno 6300 parsec, ossia in una zona remota del disco esterno della Via Lattea, sul Braccio del Cigno.
Secondo gli studi più recenti, la situazione delle associazioni OB in direzione dell'Auriga sembrerebbe essere tuttavia più complessa di quanto creduto inizialmente: infatti le due principali associazioni individuate sarebbero entrambe formate dalla somma di due distinti gruppi stellari. Sotto la definizione di Auriga OB1 sono comprese due associazioni distinte situate rispettivamente a 1100 e a 2000 parsec; Auriga OB2 comprende a sua volta due associazioni, la più vicina delle quali sarebbe situata a 3000 parsec, mentre l'associazione più remota si trova a circa 6000 parsec, in corrispondenza del Braccio del Cigno.

## Caratteristiche

L'ammasso aperto Stock 8.

IC 417 si trova sul Braccio di Perseo in una regione molto ricca di nebulosità, situate però a varie distanze e visibili qui in successione una dietro l'altra; la sua distanza maggiormente accettata si aggira sui 2300 parsec (7500 anni luce) o tutt'al più di poco inferiore, attorno ai 2050 parsec (6680 anni luce), quindi a breve distanza dal secondo sottogruppo di Auriga OB1. A questo sistema nebuloso si associano diverse sorgenti di radiazione infrarossa, tre delle quali catalogate anche dall'IRAS. Le componenti stellari dell'ammasso Stock 8 sono state studiate a diverse lunghezze d'onda allo scopo di determinare l'evoluzione della regione; in particolare è stato scoperto che le stelle dell'ammasso centrale mostrano età comprese fra 1 e 5 milioni di anni circa, indicando che la formazione stellare qui ha avuto luogo a più riprese. A est di Stock 8 si estende una corrente nebulosa ricca di oggetti stellari giovani, mentre a circa 13 parsec dall'ammasso è presente un secondo addensamento di protostelle profondamente immerso nei gas; la massa di queste stelle neoformate è compresa fra 0,1 e 3 M⊙. Il fronte occidentale della corrente è invece dominato da stelle la cui età è significativamente più giovane di quella delle stelle di Stock 8.
Le dinamiche osservate nel continuum radio rivelano che il fronte di ionizzazione proveniente dalle giovani stelle calde situate sul lato occidentale di Stock 8 non ha ancora raggiunto la corrente nebulosa; è possibile quindi che i processi generativi tuttora in atto in questa corrente siano indipendenti da quelli di Stock 8. Il processo che ha invece generato l'ammasso stesso è stato probabilmente innescato da una popolazione di stelle di classe O e B di una precedente generazione, osservabili adesso tutt'attorno alla nebulosa.